# Candelaria (Zambales)
Candelaria (Bayan ng Candelaria - Municipality of Candelaria) es un municipio filipino de tercera categoría, situado en la parte sur de la isla de Luzón. Forma parte del Segundo Distrito Electoral de la provincia de Zambales situada en la Región Administrativa de Luzón Central, también denominada Región IV-A.

## Geografía
Municipio situado en el norte de la provincia.
Su término linda al norte con el municipio de Santa Cruz; al sur con el de Masinloc; al este con la provincia de Pangasinán, municipio de Mangatarem y también con la Tarlac, municipios de San Clemente y de Mayantoc; y al oeste con el mar de la China Meridional.

### Barangays
El municipio  de Candelaria se divide, a los efectos administrativos, en 16 barangayes o barrios, conforme a la siguiente relación:
| - Babancal - Binabalian - Catol - Dampay | - Lauis - Libertador - San Roque de Malabon - Malimanga | - Pamibian - Panayonan - Pinagrealan - Población | - Sinabacan - Taposo - Uacon - Yamot |  |

### Lenguas zambales
Los habitantes de este municipio forman parte de  la familia lingüística que habita en las zonas costeras occidentales y en los montes Zambales y hablan el idioma zambal, en inglés Sambalic.